# Brazilian Girls
Brazilian Girls é uma banda de Nova Iorque, conhecida por sua mistura eclética de música eletrônica e dance music com estilos musicais tão diversas como o tango, chanson, house e lounge. Nenhum dos membros é realmente do Brasil e a única mulher da banda é a vocalista Sabina Sciubba, que ao menos fala português fluentemente. Outros membros incluem o tecladista Didi Gutman, o baterista Aaron Johnston e ex-baixista Jesse Murphy. 
A banda lançou três álbuns de estúdio até a data: O álbum auto-intitulado estreou em 2005; e seu segundo álbum, intitulado Talk to La Bomb lançada em setembro de 2006; e terceiro álbum New York City, divulgado em 5 de agosto de 2008.

## História
Filha de pais italianos e alemães, Sciubba nasceu em Roma em 23 de fevereiro de 1975 e cresceu em Munique e Nice. Sciubba aprendeu a falar italiano, alemão, espanhol, francês, português e inglês, línguas que ela incorpora na sua músicas regularmente (todos os seis idiomas estão expostos em seu álbum de estreia). Antes da formação de Brazilian Girls, Sciubba gravou dois álbuns de jazz - You Don't Know What Love Is com Chris Anderson e Meet Me in London com o guitarrista Antonio Forcione.
A própria banda foi formada em 2003, apertando em um clube de Nova Iorque. Enquanto se apresentava semanalmente, a banda escreveu muitas das canções originais que iria aparecer em seu álbum de estreia.
Em 1 de fevereiro de 2005, a banda lançou o seu álbum de estreia.
Em 25 de Janeiro de 2011, a banda escreveu para os seus fãs no Facebook: "Está se tornando dolorosamente óbvio que a banda Brazilian Girls está acabando. Nós agradecemos do fundo dos nossos corações pelo apoio e pela diversão que tivemos... Quem sabe, talvez quando estivermos velhos e grisalhos nós fazemos uma reunião!"
Em junho de 2011, apesar dos rumores de separação, a banda colaborou com a música Forró in the Dark, e com Angélique Kidjo na música Aquele Abraço do álbum mais recente da organização beneficente Red Hot Organization's, Red Hot+Rio 2. Todo o dinheiro foi usado para o combate ao vírus da AIDS, e para questões sociais.

## Discografia
- 2005 - Brazilian Girls
- 2006 - Talk to La Bomb
- 2007 - Copacabana knupp
- 2008 - New York City